# 5386 Bajaja
5386 Bajaja eller 1975 TH6 är en asteroid i huvudbältet som upptäcktes den 1 oktober 1975 av Félix Aguilar-observatoriet. Den är uppkallad efter den argentinske astronomen Esteban Bajaja.
Asteroiden har en diameter på ungefär 6 kilometer.